# Мунчелу (Њамц)
Мунчелу (рум. Muncelu) насеље је у Румунији у округу Њамц у општини Јон Креанга. Oпштина се налази на надморској висини од 297 m.

## Становништво
Према подацима из 2002. године у насељу је живело 75 становника, од којих су сви румунске националности.